# SEMEIK
SEMEIK은 대한민국의 래퍼다. 2021년 싱글 《NO CAP : XXIV》로 데뷔했다.

## 방송
- 수퍼비의 랩 학원 (2019) - Top44

## 음반
- NO CAP : XXIV (2021)
- XEMIPUNK (2022)